# Dicranoptycha edashigeana
Dicranoptycha edashigeana är en tvåvingeart som beskrevs av Alexander 1955. Dicranoptycha edashigeana ingår i släktet Dicranoptycha och familjen småharkrankar. Inga underarter finns listade i Catalogue of Life.